# Duan Jingli
Duan Jingli (段静莉S, Duàn JìnglìP; 8 marzo 1989) è una canottiera cinese.

## Palmarès
- Olimpiadi

Rio de Janeiro 2016: bronzo nel singolo.
- Campionati del mondo di canottaggio

Amsterdam 2014: bronzo nel singolo.